# فقیه سلیمان
فقیه سلیمان، روستایی از توابع بخش موچش شهرستان کامیاران در استان کردستان ایران است.روستای فقیه سلیمان یکی از قدیمیترین روستاهای حاشیه گاورود است شغل اصلی این روستا دامداری وکشت گندم است این روستا درسالهای 1347حدود50خانوار بود ولی بامهاجرت آنها به سنندج و کامیاران این روستا رونق خودرا از دست داده است.

## جمعیت
این روستا در دهستان عوالان قرار دارد و براساس سرشماری مرکز آمار ایران در سال ۱۳۸۵، جمعیت آن ۴۱ نفر (۸خانوار) بوده‌است.